# Marcão (handebolista)
Marcos Paulo dos Santos, conhecido como Marcão (Santo André, 26 de maio de 1976) é um jogador brasileiro de handebol, que jogava na posição de goleiro. É irmão do também goleiro  de handebol Maik Ferreira dos Santos.

## Trajetória esportiva
Conheceu o handebol na Escola Vitório Américo Fontana, no bairro São Mateus, zona leste de São Paulo, orientado pelo professor Laércio Malisia, que chegou a buscá-lo em casa para participar de treinos e jogos. Em 1992, após boas atuações, decidiu procurar um clube e conseguiu entrar para a equipe da Metodista, em São Bernardo do Campo.
Em 1995 chegou à seleção brasileira. Participou da conquista da medalha de prata nos Jogos Pan-Americanos de 1999 em Winnipeg e de ouro nos Jogos Pan-Americanos de 2003 em Santo Domingo. 
Competiu nos Jogos Olímpicos de 2004 em Atenas. Nos Jogos Pan-Americanos de 2011 em Guadalajara foi medalhista de prata.